# Katastrofa lotu China Northern Airlines 6136
Katastrofa lotu China Northern 6136 wydarzyła się 7 maja 2002. McDonnell Douglas MD-82 lecący z Pekinu do Dalian, spadł do zatoki w Dalian. W katastrofie zginęło 112 osób: 103 pasażerów i 9 członków załogi. Przyczyną katastrofy był pożar na pokładzie.

## Samolot
McDonnell Douglas MD-82 (B-2138) został wyprodukowany w 1991. Wylatał 26 tysięcy godzin w powietrzu. Dowodzącym maszyną był Wang Yongxiang (ur. 1967), wylatał w powietrzu ok. 11000 godzin. Drugim pilotem był Xuming Chen (ur. 1973), wylatał tylko 3300 godzin. Mechanikiem pokładowym był Pan Mingqi.

## Katastrofa
Maszyna wystartowała z Pekinu do Dalian o 20:37. Około godz. 21:20, kapitan zgłosił pożar na pokładzie i prosił o awaryjnie lądowanie. O godz 21:24 samolot zniknął z radaru. Maszyna rozbiła się ostatecznie ok. 21:24 (w Polsce ok. 14:14). Śmierć poniosło 112 osób (wszyscy na pokładzie).

## Dochodzenie
Przyczyny katastrofy opublikowano dnia 8 grudnia 2002 przez chińską komisję od spraw katastrof przez Xinhua News Agency. Najpierw krótko przed katastrofą zwrócono uwagę na jednego z pasażerów. Pasażer Zhang Pilin, najprawdopodobniej mógł podpalić coś benzyną i to mogło spowodować pożar na pokładzie. Pasażer ten zakupił ponad 7 polis ubezpieczeniowych o wartości 1400000 RMB (170.000 USD) przed wejściem na pokład MD-82. Dochodzenie w sprawie wraku wykazały znaczną ilości benzyny w pobliżu miejsca siedzenia, na którym siedział Zhang. Silnik, podłogi kabiny i inne części krytycznych nie wykazywały oznaki podpalenia, ani wybuchu. Przed wejściem na pokład kamery wykazały, że Zhang przez kilka godzin palił papierosy. Niektóre pogłoski mówią, że Zhang Pilin był chory na raka, ale nigdy to nie zostało potwierdzone.

## Narodowość ofiar katastrofy
- Tabela zawiera tylko narodowości pasażerów.[3]

| Kraj             | Liczba ofiar |
| ---------------- | ------------ |
| Chiny            | 96           |
| Japonia          | 2            |
| Korea Południowa | 2            |
| Francja          | 1            |
| Indie            | 1            |
| Singapur         | 1            |
| Razem            | 103          |